# Виљијаторе 2 (Месина)
Виљијаторе 2 је насеље у Италији у округу Месина, региону Сицилија.
Према процени из 2011. у насељу је живело 1101 становника. Насеље се налази на надморској висини од 26 м.